# BMW Z3
El BMW Z3 (denominación interna E36/7) es un automóvil deportivo producido por el fabricante alemán BMW entre los años 1995 y 2002. Se trata de un biplaza de motor delantero longitudinal y tracción en las ruedas traseras, disponible en carrocería descapotable de techo de lona (Z3 Roadster) y cerrada (Z3 Coupé). La versión roadster es la más extendida, dado el mayor tiempo de producción que la versión coupé, que apareció dos años más tarde. De la primera se fabricaron en torno a 220 000 unidades en sus seis años de ventas, mientras que de la segunda tan solo se fabricaron en torno a 11 000 unidades, convirtiéndose en uno de los modelos más curiosos y exclusivos de la marca bávara.
El Z3 aparece después del BMW Z1, modelo que recuperó, tras algo más de treinta años, la producción y desarrollo en  BMW de biplazas deportivos. El Z3 se inspira claramente en el legendario BMW 507 de 1955-58, diseñado por el famoso conde Albrecht Goertz. Se presentó por primera vez a la venta en el catálogo navideño de la elegante cadena norteamericana de tiendas Neiman Marcus y, tras aparecer como «coche Bond» en la película Goldeneye, su demanda creció considerablemente con casi 300 000 unidades fabricadas.

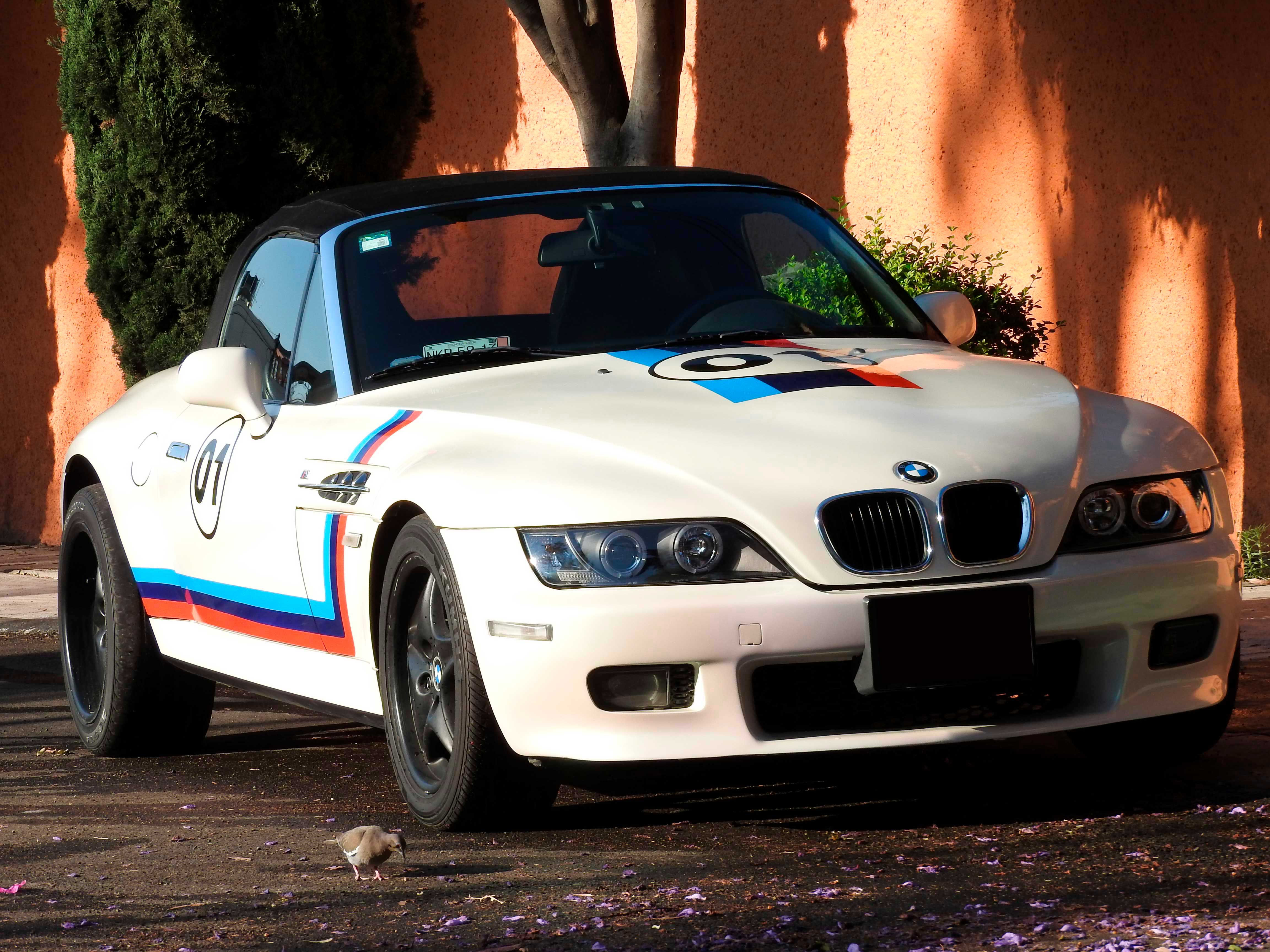
BMW Z3 Roadster 2.8 Hot Wheels Legends México 2019

#### La forma más auténtica de conducir un BMW.
El carácter alemán del BMW Z3 se explica por su diseño, que cumple todos los criterios que distinguen a un roadster clásico de la década de los sesenta: facia larga, parte posterior corta, con defensas cortas, con las ”caderas” o pasos de rueda claramente marcados. El potente motor se encuentra, por supuesto, adelante, mientras que la tracción se aplica en el eje posterior, tal y como se espera de un BMW. Y casi encima de ese eje, muy cerca del asfalto y sorprendentemente lejos del largo frente, se encuentran los asientos deportivos del biplaza. "La forma más auténtica de conducir un BMW". Ese fue uno de los titulares publicados por la prensa especializada después de una primera prueba de manejo, alabando la aparición del primer "roadster germano" genuino desde la época del legendario BMW 507. Recordando aquel modelo de ensueño de la época del milagro económico alemán, el Z3 también lleva las "branquias" en ambos lados, aunque esta reminiscencia sólo tiene una finalidad decorativa en el descapotable moderno, mientras que el coche original las llevaba como entradas de aire. Se sobreentiende que el Z3 está dotado de la tecnología más avanzada. Proviene de la serie 3 de BMW existente en la fecha de su aparición. Al principio, incluso se fabricó en la misma línea en la planta de BMW en Spartanburg (Carolina del Sur, EE. UU.). El chasis, los motores y numerosos componentes del habitáculo son de la serie 3 y, concretamente, la plataforma y los dos ejes son del modelo Compact de dicha serie. El Z3 es un modelo mimado por el éxito. 
El Z3 debutó primero con un propulsor de cuatro cilindros y 115 CV (85 kW), tanto en la versión de 1800 cc, y en la de 1900 cc proveniente del BMW 318is. Este último fue el favorito de la clientela por su mayor potencia (140 CV, 103 kW), par motor más dinámico (180 N·m) y, sin duda alguna, también por su fascinante sonido. La predilección de los amantes de los descapotables por este ágil y juvenil modelo fue el producto de un amor a primera vista. El Z3 no pudo salir en mejor momento al mercado.
Prácticamente desde el principio pudo asumir el liderazgo en el segmento de los roadster. En su primer año se vendieron 46 000 unidades y en septiembre de 1999 salió de la fábrica el ejemplar número 200 000. Nadie se imaginó que en ese segmento, considerado un nicho del mercado, sería posible vender esa cantidad. El más puro placer de conducir. Pero el diseño del Z3 no contó con una aprobación generalizada al principio. Mientras que unos consideraron que su largo frente, la estrecha cintura y las salpicaderas abombados resultaban atractivos, incluso con un toque erótico, otros criticaron la combinación de líneas modernas y nostálgicas. Sin embargo, las diferencias de opiniones desaparecen como por obra de magia estando al volante del Z3, con el techo abierto y disfrutando del viento al conducir. En ese momento, se siente el más puro placer tomando curvas estrechas en carreteras sinuosas mientras el coche acelera como un felino en las cortas rectas para agazaparse y lanzarse sobre su presa, que es la siguiente curva. El Z3 parece estar pegado al asfalto, de lo que se ocupan su suspensión deportiva, el bajo centro de gravedad y la dirección muy directa. Pero para no correr riesgos, lleva incorporado de serie desde octubre de 1997 el sistema de control automático de la estabilidad y de la tracción ASC+T que evita que el coche empiece a derrapar. Además, está equipado con ABS y, posteriormente, también con el sistema de control dinámico de la estabilidad DSC, el sistema de seguridad de BMW que garantiza un máximo nivel de estabilidad al conducir.

#### La séxtuple belleza del Z3.
En el mes de abril de 1997, un año después de su estreno, el Z3 pudo satisfacer las expectativas  más anheladas por sus admiradores. Querían un Z3 capaz de conjugar la belleza con más potencia. Así, el Z3 2.8 fue equipado con el propulsor de seis cilindros y 2800 cc, 192 CV (141 kW) y par máximo de 275 N·m, también montado en las series 3 y 5. Adicionalmente, como para coronar la serie, BMW lanzó al mercado el M roadster con motor de seis cilindros 3200 cc del M3 con extraordinarios 321 CV (236 kW), par máximo de 350 N·m y bloqueo del diferencial. El diseño de los máximos representantes del biplaza se diferencia por la parte posterior de líneas más acentuadas, salpicaderos más abombados; además, llevan un eje posterior reforzado y "branquias" más elegantes en los costados. Adicionalmente, el M Roadster se delata por sus cuatro tubos terminales. Z3 Coupé: los fanes se quedan boquiabiertos. Ya bastante asombrados por el éxito apabullante del Z3 Roadster, el mundo del automovilismo se quedó sin habla cuando en el verano del año 1998 apareció el Z3 Coupé. BMW no presentaba un deportivo de esa índole por lo menos desde hace 50 años, comparable sólo con el BMW 328 Sportcoupé de los años treinta y con su variante aerodinámica que pilotaron Huschke von Hanstein y Walter Bäumer para ganar la edición de 1940 de la famosa Mille Miglia. Otros expertos compararon al Z3 con cupés que crearon un verdadero culto automovilístico, tales como el Triumph GT6 o  el Jaguar E-Type. Sea como sea, pocas veces un coupé ha polarizado tanto las opiniones del público como el Z3 Coupé, meramente por su presencia. Pero no cabe duda alguna que este excepcional coupé constituye una lograda alternativa frente a la gran cantidad de cupés que carecen de personalidad, según los amantes del Z3 Coupé. La delicadeza de la facia de este modelo se combina con una parte posterior imponente, con el techo del habitáculo que se prolonga con una línea ondeada hasta la defensa posterior. Y aunque este diseño permite disponer de un maletero de considerables dimensiones en comparación con la versión cabrio, el Z3 Coupé se distingue principalmente por ser un deportivo de pura raza. Para poner la potencia del motor básico de 193 CV (142 kW) sobre la calzada, dispone de neumáticos de 225. El coupé se ofrece únicamente con el motor de seis cilindros de 2800 cc y con el propulsor M de 3200 cc. La velocidad punta es de 231 km/h y 250 km/h respectivamente y los dos bólidos aceleran de 0 a 100 km/h en 6.3 y 5.4 segundos. Los dos potentes ejemplares toman las curvas como un go-kart. La suspensión deportiva permite tomar las curvas a velocidades increíbles. La posición del asiento, extremadamente baja y detrás del eje central de giro del coche, aporta lo suyo al placer de la conducción. Es evidente que el Z3 Coupé no se puede describir recurriendo a criterios convencionales. Quien lo conduce vive la pasión de estar al volante de un coche deportivo fantástico. El Z3 mantiene el liderazgo con una parte trasera más marcada. Volvamos al Z3 Roadster, que a principios del año 1999 se vendió ya casi 170 000 veces. A partir de ese año, también los modelos menos potentes de la serie recibieron el diseño que ya tenían los modelos cumbre con motor de seis cilindros desde el año anterior. Lo más llamativo fueron lo retoques en la parte posterior: ancho de vía mayor y formas con mayor aplomo en la zaga. Las luces traseras en forma de L se atuvieron al diseño de la nueva serie 3, que también surtió de motores al Z3: un motor de cuatro cilindros, 1900 cc con árboles de compensación y 118 CV que sustituyó al que hasta entonces fue el modelo básico, aunque el modelo correspondiente mantuvo la denominación de Z3 1.8i. El anterior motor de 1900 cc fue sustituido por el propulsor de 2000 cc de cuatro válvulas por cilindro, con sistema doble Vanos para regulación del árbol de levas y que rinde 150 CV en el modelo Z3 2.0i. El Z3 2.8 fue equipado con un motor nuevo de seis cilindros y 2800 cc más potente (193 CV) y que ya entonces cumplía la norma de gases de escape D4. Adicionalmente, BMW ofreció un modelo Z3 con un motor de seis cilindros de 2200 cc con 170 CV, aunque primero únicamente dedicado al mercado estadounidense. Pero también la facia del Z3 experimentó cambios, disponiendode líneas más nítidas y faros con anillos de cromo. La defensa recibió asimismo incrustaciones de madera y embellecedores de cromo y la capota nueva tuvo mejores características de aislamiento térmico y acústico. El Z3 remodelado volvió a ser un éxito, ocupando un lugar privilegiado en las estadísticas de ventas con más de 43 000 unidades vendidas. Gracias a la inclusión de diversos modelos nuevos como el 3.0i (que sustituyó al 2.8i) y el 2.2i (con el motor del 2.0i, aunque de mayor cilindrada) a mediados de 2000, y al equipamiento del M Roadster con el propulsor de altas revoluciones del M3 a principios de 2001, el Z3 pudo seguir imponiéndose en el segmento de los biplaza descapotables, en el que la competencia se había tornado mucho más dura. A pesar de todos estos éxitos, la era del Z3 llega a su fin después de brillantes siete años. En otoño del presente año se lanzará al mercado su sucesor: el Z4. Este modelo se empezará a vender primero en los E.U y, en la siguiente primavera, entrará en escena en Europa. El Z3: hoy ya un clásico. Nos despedimos del roadster más exitoso de la historia de BMW. El 28 de junio, un lunes por la tarde del año 2002, salió de la fábrica el ejemplar número 297 087 para entrar en el museo de Spartanburg, donde quienes lo vean recordarán que hubo un roadster muy especial, que empezó su carrera en el cine y cuya existencia fue, realmente, de cine. Cayó el último telón para un artista carismático y de gran personalidad, que en vida ya fue un clásico.

## Motores
| Motor     | Cilindrada | N.º de cilindros /válvulas | Potencia                   | Par               | Años      |
| --------- | ---------- | -------------------------- | -------------------------- | ----------------- | --------- |
| M43 B18   | 1796 cm³   | 4/8                        | 85 kW (115 CV) a 5500 rpm  | 168 Nm a 3900 rpm | 1996-1998 |
| M43TU B19 | 1895 cm³   | 4/8                        | 87 kW (118 CV) a 5500 rpm  | 180 Nm a 3900 rpm | 1998-2002 |
| M44 B19   | 1895 cm³   | 4/16                       | 103 kW (140 CV) a 6000 rpm | 180 Nm a 4300 rpm | 1995-1999 |
| M52TU B20 | 1991 cm³   | 6/24                       | 110 kW (150 CV) a 5900 rpm | 190 Nm a 4200 rpm | 1999-2000 |
| M54 B22   | 2171 cm³   | 6/24                       | 125 kW (170 CV) a 6100 rpm | 210 Nm a 3500 rpm | 2000-2002 |
| M52 B28   | 2793 cm³   | 6/24                       | 141 kW (192 CV) a 5300 rpm | 280 Nm a 3950 rpm | 1997-1998 |
| M52TU B28 | 2793 cm³   | 6/24                       | 142 kW (193 CV) a 5500 rpm | 280 Nm a 3500 rpm | 1998-2000 |
| M54 B30   | 2979 cm³   | 6/24                       | 170 kW (231 CV) a 5900 rpm | 300 Nm a 3500 rpm | 2000-2002 |
| S50 B32   | 3201 cm³   | 6/24                       | 236 kW (321 CV) a 7400 rpm | 350 Nm a 3250 rpm | 1997-2001 |
| S54 B32   | 3246 cm³   | 6/24                       | 239 kW (325 CV) a 7400 rpm | 354 Nm a 4900 rpm | 2001-2002 |